# Maggott
Pour l'album des Melvins, voir The Maggot.
Maggott est un mutant appartenant à l'univers de Marvel Comics. Créé par Scott Lobdell et Joe Madureira, le personnage de fiction apparaît pour la première fois dans le comic book Uncanny X-Men #345 de juin 1997,

## Biographie du personnage
Maggott est un mutant originaire d'Afrique du Sud. Très malade dans son enfance, car il ne pouvait rien ingérer sans tomber malade, Maggott est sauvé par Magnéto alors qu'il allait mourir dans le désert. Il s'allie un temps aux X-Men.
Il disparaît de la circulation et on le revoit dans les camps d'extermination mutant de Neverland. On suppose qu'il est mort là-bas dans les chambres à gaz. Une de ses limaces a toutefois survécu.
Maggott vient de réapparaître au sein d'une équipe élargie de Maraudeurs, commandés par Mr Sinistre.

## Pouvoirs et capacités
- Maggott possède 2 limaces techno-organiques qui lui servent d'appareil digestif 'mobile'. Elles peuvent tout dévorer, de la chair humaine à l'acier.
- Une fois rassasié, la peau de Maggott devient bleue, signe apparent de sa force alors accrue pendant un certain laps de temps.